# جاده ئی۲۸ اروپا

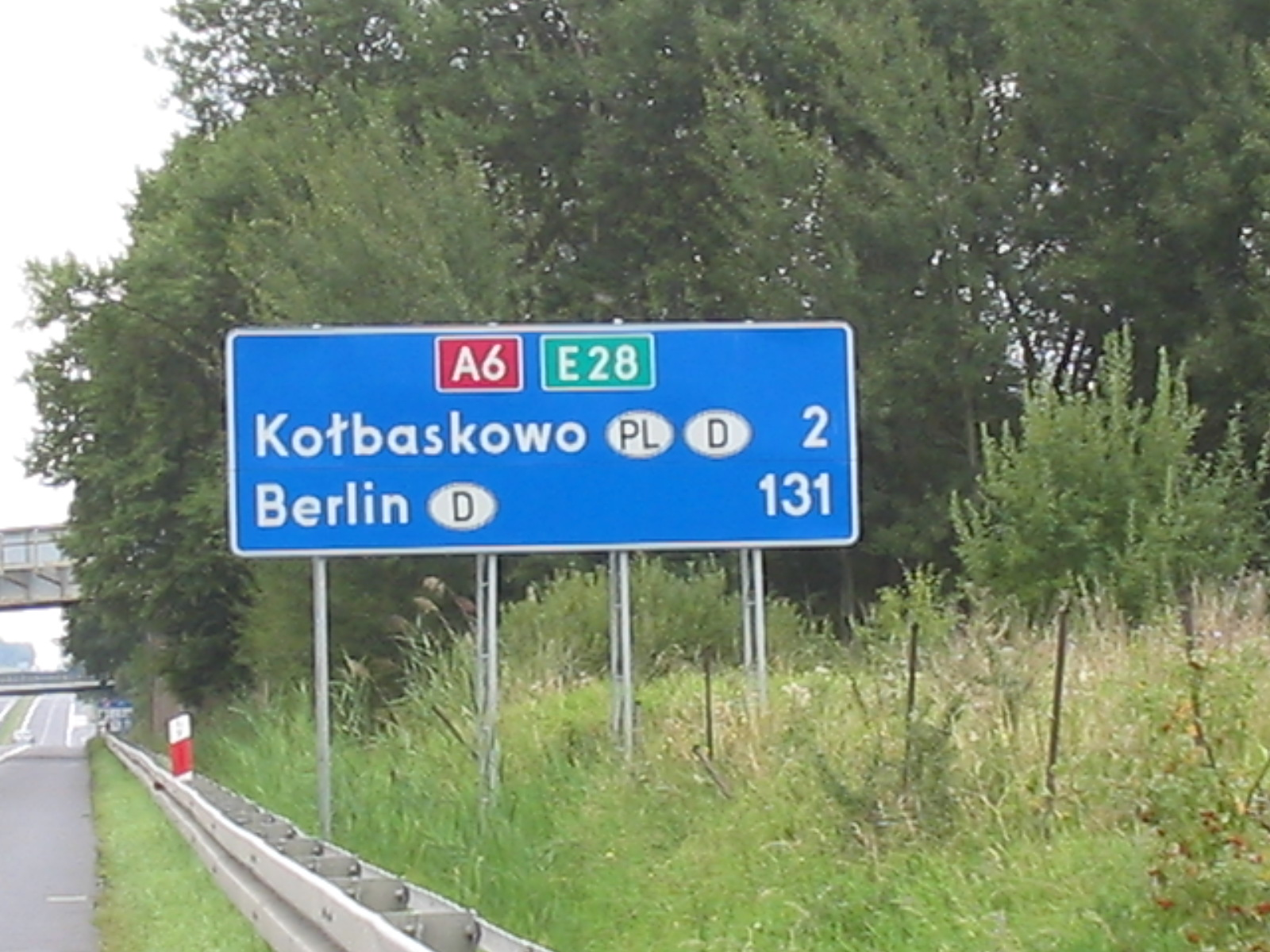
جاده ئی۲۸ اروپا در نزدیکی مرز آلمان و لهستان

جاده ئی۲۸ اروپا (به انگلیسی: European route E28) یکی از جاده‌های اصلی قاره اروپا است.
این جاده که از بزرگراه فدرال ۱۰ (آلمان) شروع شده، در شهر مینسک (بلاروس) به پایان می‌رسد.